# نلسون، لانکاشر
latitudeنلسون، لانکاشرlongitudeنلسون، لانکاشر
نلسون، لانکاشر (به انگلیسی: Nelson, Lancashire) یک منطقهٔ مسکونی در انگلستان است که در شمال غربی انگلستان واقع شده‌است.

## خصوصیات
نلسون ۴٫۶۴ کیلومترمربع مساحت و ۲۹٬۱۳۵ نفر جمعیت دارد.